# هانس پتر شتایناخر
هانس پتر شتایناخر (انگلیسی: Hans-Peter Steinacher؛ زادهٔ ۹ سپتامبر ۱۹۶۸) قایقران قایق بادبانی اهل اتریش است.
وی در مسابقات کشوری و بین‌المللی در مجموع برندهٔ ۷ مدال طلا، ۴ مدال نقره، ۱ مدال برنز شده‌است.